# Passo di Wakhjir
Il passo di Wakhjir o Wachir (in cinese semplificato 瓦赫吉尔山口, in cinese tradizionale 瓦赫吉爾山口, in pinyin Wǎhèjí'ěr Shānkǒu, in pashtu کوتل وجیر Kōtal-e Vakhjīr, in inglese Wakhjir Pass) è un passo posto a 4.923 m d'altezza ed è l'unico passaggio teoricamente transitabile tra la Cina e l'Afghanistan, anche se da parte cinese non viene riconosciuto come passaggio ufficiale di frontiera. La Cina lo chiama Passo di Wakjir meridionale (in lingua cinese: 南瓦根基达坂), in quanto nella parte cinese è presente anche il Passo di Wakjir settentrionale.

## Descrizione
Nella regione non c'è nessuna strada e il passo è raggiungibile solo attraverso una mulattiera, che è normalmente chiusa per almeno cinque mesi durante l'inverno e irregolarmente aperta nel rimanente corso dell'anno.
Dal lato afghano, il passo collega l'estremità orientale del Corridoio del Wakhan con la regione cinese del Pamir Taghdumbash, nello Xinjiang.
L'attraversamento del passo comporta un cambiamento di fuso orario di 3 ore e mezza (da UTC+4:30 in Afghanistan a UTC+8 in Cina), che risulta essere il più ampio tra tutte le frontiere internazionali. Il passo è raggiungibile dal paese afgano di Baza'i Gonbad nel Badakhshan e Tashkurgan nello Xinjiang. La parte afgana del passo è controllata dal 1996 dall'Alleanza del Nord dalle truppe fedeli al figlio di Aḥmad Shāh Masʿūd.

## Versante cinese
Dal versante cinese non c'è una strada che conduce al passo e l'area è accessibile solo al personale militare. Lungo la linea di frontiera è stata costruita una barriera in filo spinato lunga 92 km ed è stato istituito un posto di guardia a Keketuluke, posto a circa 20 km a est del passo.
Nell'estate del 2009 il Ministero della Difesa cinese ha iniziato la costruzione di una strada riservata al corpo di guardia, che arriva fino a 10 km di distanza dal passo. La strada si snoda attraverso la regione del Pamir Taghdumbash fino a raggiungere la Strada del Karakorum che dista circa 80 km. A est del passo, in territorio cinese, si apre la Valle Chalachigu, interamente chiusa ai visitatori, anche se ne è permesso l'accesso ai residenti e ai pastori. I cinesi considerano questa zona come la porzione cinese del Corridoio del Wakhan.